# Przyłubie (przystanek kolejowy)
Przyłubie – przystanek kolejowy i posterunek odstępowy w Przyłubiu, w województwie kujawsko-pomorskim, w Polsce. Według klasyfikacji PKP ma kategorię dworca lokalnego.

## Ruch pasażerski
| Rok  | Wymiana pasażerska na dobę |
| ---- | -------------------------- |
| 2017 | 20-49                      |
| 2022 | 20-49                      |